# فاضل سطارة
فاضل سطارة (18 مايو 1975 سكيكدة) لاعب مهاجم كرة قدم جزائري. لقد لعب للمنتخب الجزائري وشباب بلوزداد.

## إحصائيات الفريق الوطني
| منتخب الجزائر | منتخب الجزائر | منتخب الجزائر |
| سنة           | مباريات       | الأهداف       |
| ------------- | ------------- | ------------- |
| 2001          | 2             | 1             |
| مجموع         | 2             | 1             |

## روابط خارجية
- فاضل سطارة على موقع قاعدة بيانات كرة القدم.إي يو (الإنجليزية)
- فاضل سطارة على موقع ناشيونال فوتبول تيمز (الإنجليزية)